# كوم أمبو للبترول
كوم أمبو للبترول هي إحدى الشركات المشتركة بقطاع البترول المصري. تأسست في أكتوبر 2012 للإشراف على منطقة حقل البركة المكتشف عام 2007 الذي يقع على مسافة 25 كم غرب مدينة كوم أمبو وعلى مسافة 80 كم شمال غرب مدينة أسوان بمسافة إجمالية 110 كم. تشرف الشركة على 23 بئر بترول منها 14 بئرا تنموي و9 استكشافية بقدرة 400 برميل يوميا.

## المساهمين
- جنوب الوادي القابضة للبترول
- ميدي تيرا الكندية

## رؤساء الشركة
- جمال عبد الباقي.[5]
- أحمد لطفي.[2]
- تمام محمد.[1]